# Parc interprovincial de Montioni
Le parc interprovincial de Montioni (italien : Parco interprovinciale di Montioni) est un parc naturel italien situé entre les provinces de Grosseto et de Livourne (Toscane).

## Description
Le parc interprovincial de Montioni, d'une surface d'environ 7 000 ha, a été instauré en 1998,.
Il s'étend entre les provinces de Grosseto et Livourne, et concerne les communes de Campiglia Marittima, Follonica, Massa Marittima, Piombino et Suvereto.

## La flore
Le parc est constitué par un paysage végétal dont l'histoire est liée aux activités minières, à la production de charbon et à l'exploitation forestière. Il préserve une forêt de sclérophylles à feuilles persistantes: chêne (Quercus cerris) et aulne (Ulmus minor) et est jalonné de sentiers autrefois empruntés  par les bûcherons, charbonniers, bergers et chasseurs.
Au XIXe siècle la forêt fournissait en bois les hauts fourneaux de Follonica.
Le parc fait partie du Sistema dei Parchi della Val di Cornia.

## La faune
Le parc contient des espèces typiques de la Maremme dont un grand nombre de sangliers, de chevreuils, de daims, de porcs-épics et d'oiseaux sauvages.

## Vestiges
À noter les vestiges de l'exploitation des gisements d'alun, avec les restes d'un village minier de l'époque napoléonienne (Villaggio di Montioni Nuovo) voulu par la princesse de Piombino, Elisa Bonaparte. On peut encore voir aujourd'hui les mines à ciel ouvert, des chaudières et des systèmes de transport du minerai représentant une valeur culturelle considérable.

## Autres réserves
L'intérieur du parc comporte deux réserves naturelles sous tutelle de l'état : « La Marsiliana » (440 ha)  et « Poggio Tre Cancelli » (100 ha).